# ФК Коулшил Таун
ФК „Коулшил Таун“ (на английски: Coleshill Town F.C.) е английски футболен отбор от едноименния град Коулшил. Състезава се в английската Мидланд Футбол Алианс лига.

## История
Отборат е основан през 1894. През сезон 2007 - 2008 Колшил Таун влиза в Мидланд Футбол Алианс лига за пръв път играе в нея.

## Състав
| № | Пост | Играч |
| - | ---- | ----- |

## Стадион
Клубният стадион на Колшил Таун се казва Пак Медоу и има капацитет 570 седящи места. Стадионът има осветление и отговаря на лиценза на футболната асоциация за провеждане на спортни мероприятия.
На Пак Медоу Колшил играе домакинските си мачове и се чувства доста комфортно пред вярната си публика за което свидетелстват добрите домакински резултати.

## Постижения
- Достигане на първи квалификационен кръг на ФА къп през сезон 1983-1984